# Херман Абендрот
Херман Паул Максимилиан Абендрот (на немски: Hermann Paul Maximilian Abendroth, 19 януари 1883, Франкфурт – 29 май 1956, Йена) е германски диригент, професор.

## Ранен живот
Абендрот е роден на 19 януари 1883 г. във Франкфурт. Син на книжар. Няколко други членове на семейството са художници.
След като завършва обучението си в гимназията "Франкфорт", Абендрот пътува до Мюнхен и по желание на баща си през първата година чиракува като търговец на книги, но след това преминава към изучаване на музика в консерваторията в Мюнхен. 
През 1914 – 1934 г. ръководи музикалния живот в Кьолн като диригент на оркестъра и хора и директор на музикалното училище. Диригент на оркестъра Гевандхаус в Лайпциг (1934 – 1945), на Държавната капела във Ваймар (1946 – 1956) и др. Гастролира с успех в много европейски страни, включително и България (1953). Получава национална награда през 1949 г.